# Vlastní jméno
Vlastní jméno (proprium) je speciální jazykový prostředek, který má charakter podstatného jména nebo pojmenovacího spojení, jehož funkcí je označovat jedince, jednotlivinu nebo jako individuum chápané množství, odlišovat je od ostatních jedinců nebo jednotlivin dané třídy a identifikovat je jako jedinečné předměty řeči.
Opakem pojmu vlastní jméno je obecné jméno, apelativum. 
Mezi vlastními jmény a obecnými jména není ostrá hranice. Svědčí o tom např. obousměrné přechody: vznik obecného jména z vlastního jména se nazývá apelativizace (Roentgen – rentgen, nizozemské město Gouda – sýr gouda), opačný proces onymizace (písek – Písek).
Vlastními jmény se zabývá obor zvaný onomastika.

## Druhy vlastních jmen
Vlastní jména lze rozlišovat podle druhů pojmenovávaných objektů:
- bionymum, tj. vlastní jméno živých nebo jakoby živých bytostí a organismů:
  - antroponymum, tj. vlastní jméno jednotlivých lidí (např. rodné jméno, příjmení, přezdívka, domácké jméno (hypokoristikon), nepravé jméno (pseudonym) nebo skupiny lidí (Novákovi, Francouz, Indián, Seveřan, Přemyslovec, Marťan, Podskalák);
  - nepravé antroponymum, tj. vlastní jméno smyšlených osob – pohádkových bytostí, mytologických hrdinů apod. (Sněhurka, Enkidu), k nim lze přiřadit i theonymum, tj. vlastní jméno bohů (Zeus);
  - zoonymum a nepravé zoonymum, tj. vlastní jméno skutečných či smyšlených živočichů (koza Líza, pes Alík; drak Šmak, medvídek Pú, kůň Pegas); v chovu ušlechtilých koní se uplatňuje systemizované pojmenovávání podle rodové linie (Cora, Coral, Costar);[2]
  - fytonymum, tj. vlastní jméno skutečných či smyšlených rostlin (Žižkova lípa, Dub sedmi bratří; masožravá rostlina Adéla, Yggdrasil). Vlastní jména živočichů a rostlin je třeba odlišovat od zoologické či botanické terminologie (kočka Micka × kočka domácí).
- abionymum, tj. vlastní jméno neživých objektů a jevů, a to přírodních (hora Sněžka) nebo člověkem vytvořených (město České Budějovice). Podle druhu pojmenovávaných objektů se rozlišují:[3]
  - toponymum, tj. vlastní jméno zeměpisné, tj. geonymum – vlastní jména přírodního nebo umělého objektu pevně umístěného v krajině a zaznamenatelného v mapě (Afrika, Belgie, Olomouc, Říp, Malá Strana, ulice Pod Strání);
  - kosmonymum (astronymum), tj. vlastní jméno kosmických objektů přírodního původu – planet, hvězd, měsíců, komet apod. (Země, Střelec, Dobropán); názvy kosmických objektů umělého původu – umělých družic, sond apod. (Challenger, Voyager 2); názvy zón a míst na vesmírných objektech (Galaxie, Mléčná dráha, Moře klidu);[4]
  - chrématonymum, tj. vlastní jméno lidských výtvorů, které jsou zakotveny nikoli v přírodě, ale v ekonomických, politických, kulturních, historických aj. vztazích – instituce, výrobku, vlakového spoje, uměleckého díla, projektu, systému, akce atd. (Základní škola Chodov, vysavač Eta, vlak Panonia, opera Prodaná nevěsta, Národní divadlo, Masarykova univerzita, Řád bílého lva, Parlament ČR, Česká národní banka, Vánoce, Titanik, motocykl Jawa, slepice Vlaška, jablko Boskoopské červené, výzva Děkujeme, odejděte!).[5]
  - Pozn. také abionyma mohou být smyšlená: Tramtárie, Středozem (světadíl ve světě Pána prstenů), Ledový drak (souhvězdí ve světě Píseň ledu a ohně), Kosmická gilda (organizace ve světě Duny).

Jména národů, částečně i jiná jména, se někdy rozlišují podle toho, zda si jméno dal národ sám (endonyma), nebo jestli ho tak nazvaly jiné národy (exonyma) – např. indiánský kmen Navaho se sám nazýval Diné.[zdroj?]
Některá vlastní jména se stávají součástí ustálených spojení a frazeologismů: pije jako Dán, jdi do Prčic, dlouhý jako Lovosice. Tato jména už tedy neoznačují jednotlivinu, a proto se někdy mohou psát s malým písmenem: přišel z nemanic. Také přídavná jména odvozená od vlastních jmen mohou vytvářet ustálená spojení: kanadský žertík, česká ulička, zmizet po anglicku.

## Povaha vlastních jmen a mezní typy
V některých odborných lingvistických textech se za vlastní jména považují i některá další označení, která se v češtině píší sice většinou s malým počátečním písmenem, ale například v uvozovkách, kurzívou apod. Jde zhruba o ty případy, kdy se v textu používají uvozovky a nejde o přímou řeč. V některých jazycích se podobná označení (např. termíny, názvy funkcí, názvy právních institutů aj.) píší velkými písmeny jako vlastní jména, popřípadě se spojovníky propojují do jednoho celku (to se řídce vyskytovalo i v češtině).
Funkci podobnou vlastnímu jménu mají číslovky, písmena či jejich označení ve funkci tzv. nálepky, ve funkci identifikace a označení určitého objektu.
Některá vlastní jména jsou více či méně deskriptivní povahy, tj. i jako obecné označení daný objekt či jeho povahu specifikují a pravopis pak z hlediska kapitalizace může kolísat (ústavní soud/Ústavní soud). Mnohdy je pak pravopis dán spíše tradicí (např. druhá světová válka se zpravidla píše s počátečním malým písmenem, ale názvy některých jiných válek či bojových operací se píší s velkým písmenem).
Vlastní jména v přirozeném jazyce se mnohdy vyskytují ve variantních podobách, případně se překládají i do jiných jazyků, a podléhají jazykovému vývoji i stylu. Některé typy vlastních jmen se však s postupující byrokratizací společnosti stávají pevně kodifikovanými, ustrnulými, přičemž pak ztrácejí svou deskriptivní povahu a stávají se závazně kodifikovaným řetězcem znaků, na nějž pak nelze aplikovat běžná pravopisná či typografická pravidla.
Vlastní jména lze také rozlišovat například podle toho, zda označují fiktivní objekt, anebo skutečný objekt, existující objektivně nezávisle na konsensu uživatelů jazyka. Deskriptivní teorie vlastních jmen v pojetí Johna Searleho tento rozdíl smazává, když zdůrazňuje, že vlastní jméno objekt nejen označuje, ale také mu, pomocí konotací spojených s přiděleným jménem, přisuzuje smysl. Nominalismus předpokládá, že skutečnost je amorfní a poznávací subjekt pomocí jazyka konstruuje jednu z možných struktur reality.
Sémantická teorie prezentních vlastních jmen, kterou popsal Pavel Tichý, říká, že významem těchto jmen je konstrukce druhu trivializace, tedy přímé (bezprostřední) „uchopení“ objektu, jeho identifikace. Denotátem je trivializací konstruované
individuum, nikoliv ono individuum samo. Pojmenování slouží jako trivializace, jako návod k přímému uchopení daného individua. Jeden denotát může mít více různých vlastních jmen, například krycí či umělecká jména, přezdívky či jiné specifikace (např. osmipromilový řidič).
Z povahy vlastních jmen vybočují například rodná (křestní) jména osob či příjmení, jejichž nositeli je většinou velké množství osob, a ještě více označení příslušníka národa (např. Čech, Němec, Kuvajťan), která jsou již spíše druhová, ale čeština s nimi zachází jako s vlastními jmény.

## Pravopis
V češtině se vlastní jména píší s velkým písmenem na začátku (u víceslovných se až na výjimky velké píše jen první písmeno prvního slova, na rozdíl například od angličtiny). Čeština je však touto anglickou praxí silně ovlivňována. byť je anglický pravopis v češtině považován za chybu, objevuje se často i v oficiálních názvech organizací, objevil se v oficiálním názvu České a Slovenské Federativní Republiky a byla jím psána již Pittsburská dohoda v roce 1918. Český pravopis se od anglického liší také například v psaní přídavných jmen, názvů jazyků atd.
Ve víceslovném jménu sídla (města, vesnice, osady, sídliště atd.) se v češtině píší velká první písmena všech slov s výjimkou předložek uvnitř jména. Ve vnořených víceslovných označeních se píše velké jen první písmeno, a to i v případě, že víceslovné označení není samo vlastním jménem (například Kostelec nad Černými lesy).
U některých typů se do vlastního jména z hlediska pravopisu obvykle nezahrnuje obecná část označení, například ulice Kolbenova, náměstí Republiky, jezero Most, vojenský újezd Brdy, kraj Vysočina, hlavní město Praha. V některých typech případů jazyková praxe kolísá (například u sídlišť, ale i u některých z výše uvedených případů). Do reformy pravopisu v roce 1993 se psala s malým počátečním písmenem i některá obecná označení nebo tituly před jménem (náměstí bratří Synků, dnes náměstí Bratří Synků, ulice generála Vedrala, dnes ulice Generála Vedrala).
Zásady pro pravopis vlastních jmen nejsou zcela ustálené a oficiální doporučení se mění s jednotlivými vydáními Pravidel českého pravopisu.
Vlastní jména jsou často používána v ustálené úřední podobě. Pravopis a některé funkce vlastních jmen však někdy zachovávají i zástupná zkrácená (např. jednoslovná) označení, má-li se zdůraznit, že zastupují plné vlastní jméno (křižovatka před Muzeem, prováděcí předpis vydá Ministerstvo).